# Darmstadt-Nord
Der Stadtteil Nord in Darmstadt bezeichnet den Stadtteil der im Nordwesten an das Darmstädter Stadtzentrum anschließt.
Dieses Gebiet teilt sich in die statistischen Bezirke Johannesviertel, Martinsviertel Ost und West, Waldkolonie, Mornewegviertel, Pallaswiesenviertel und Am Ziegelbusch auf. Genaue Angaben zu Einwohnerzahlen und Fläche der einzelnen Bezirke gibt es in der Liste der Stadtteile von Darmstadt.

## Johannesviertel
Das Johannesviertel wird im Westen und Norden durch die Kasinostraße, im Osten durch die Frankfurter Straße und im Süden durch die Bismarckstraße begrenzt. Es liegt damit benachbart zum Martinsviertel und Pallaswiesenviertel. Im Süden grenzt das Viertel an die Stadtmitte an.

## Martinsviertel
Das Martinsviertel wird westlich durch die Frankfurter Straße, im Osten durch die Dieburger Straße, im Norden durch Rhönring und Spessartring begrenzt. Es ist eines der älteren Stadtviertel Darmstadts und war ursprünglich eine Siedlung außerhalb der Stadtmauern.

## Mornewegviertel

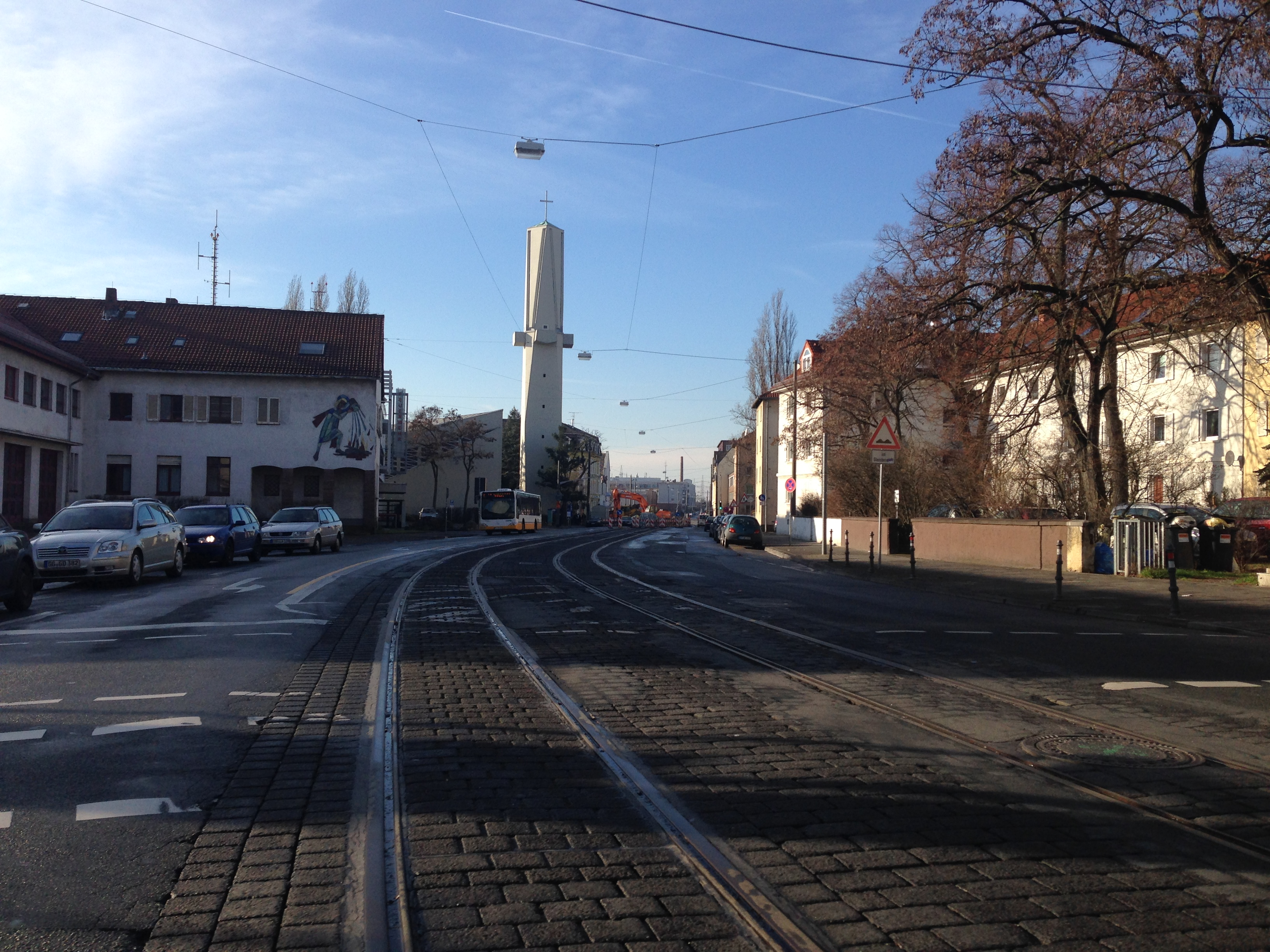
Darmstadt Kreuzung Bismarckstraße/Dolivostraße mit Blick auf St. Fidelis, links Berufsfeuerwehr

Das Mornewegviertel grenzt im Westen an den Hauptbahnhof, im Süden an die Rheinstraße, im Osten an den Steubenplatz und im Norden, zwischen Dolivostraße und Kirschenallee, an die Bismarckstraße. Außerdem befinden sich noch die Schienenflächen zwischen Rheinstraße und Pallaswiesenstraße in diesem statistischen Bezirk.

### Prostitution
In Darmstadt gibt es eine Sperrgebietsverordnung, welche es verbietet, der Straßenprostitution nachzugehen. Ausgenommen von dieser Verordnung ist ein Toleranzgebiet innerhalb des Viertels. Am 31. Oktober 2003 entschied der hessische Verwaltungsgerichtshof, dass diese Verordnung vom 4. April 2000 rechtmäßig ist. Dies wurde auf Antrag von zwei Firmen, welche an das Toleranzgebiet angrenzen, überprüft. In einer Begründung vom 22. Dezember 2003 ist der Grund für diese Regelung angegeben: "Die Verordnung nimmt ein näher bezeichnetes Gebiet (Toleranzgebiet) um die Bismarckstraße und die Kirschenallee von diesem Verbot aus. Das Regierungspräsidium Darmstadt hatte die Sperrgebietsverordnung auf Anregung der Stadt Darmstadt erlassen, die die Verordnung insbesondere deswegen für erforderlich hielt, um die in der Feldbergstraße/Mornewegstraße sowie der Straße im Niederfeld wohnenden Bürger wirksamer vor den negativen Auswirkungen der dort anzutreffenden Straßenprostitution zu schützen."
Bewohner und ansässige Firmen wie Evonik Industries in der Nähe des Straßenstrichs, beklagen sich über dessen Auswirkungen. In einem Zeitungsartikel vom Darmstädter Echo des 5. Oktober 2012 wurden vor allem Rufschädigung und Dreck wie benutzte Kondome benannt.

## Pallaswiesenviertel
Dieser statistische Bezirk wird im Süden durch die Bismarckstraße, im Osten durch die Kasinostraße und Frankfurter Straße, im Norden durch Arheilgen und im Westen durch Schienenflächen bzw. die Außengrenze von Darmstadt begrenzt.

## Am Ziegelbusch
Am Ziegelbusch ist der statistische Bezirk nördlich des Martinsviertels, er wird im Süden durch den Rhönring, im Westen durch die Frankfurter Straße, im Osten durch die Bahnstrecke und im Norden durch die Stadtteile Arheilgen und Kranichstein eingeschränkt.